# 1000 Fires
1000 Fires è il primo e unico album della cantante e attrice statunitense Traci Lords, pubblicato il 28 febbraio 1995 dalla Radioactive Records.
L'album è stato prodotto dal duo EDM Babble, da Chris Edwards (cantante dei Jesus Jones) e Mike Edwards, e promosso dai singoli Control e Fallen Angel, entrambi di discreto successo. I due brani sono stati utilizzati nelle colonne sonore, rispettivamente, dei film Mortal Kombat e Virtuality, entrambi del 1995.

## Tracce
1. Control – 7:10 (Traci Lords, Ben Watkins, Wonder)
2. Fallen Angel – 4:58 (Traci Lords, Ben Watkins, Johann Bley)
3. Good-N-Evil – 6:29 (Ben Watkins)
4. Fly – 4:08 (Babble)
5. Distant Land – 7:07 (Traci Lords, Mike Edwards, Johann Bley)
6. Outlaw Lover – 3:58 (Traci Lords, Ben Watkins, Maria Nayler, Stephane Holweck)
7. I Want You – 6:00 (Babble)
8. Say Something – 4:07 (Traci Lords, Mike Edwards)
9. Father's Field – 5:41 (Traci Lords, Babble)
10. Okey Dokey – 6:13 (Traci Lords)

Traccia bonus nell'edizione giapponese
1. Control (Overlords House Mix) – 7:21 (Traci Lords, Mike Watkins, Wonder)

## Formazione

### Musicisti
- Traci Lords – voce
- Juno Reactor – programmazione
- Nick Burton – batteria in Good-N-Evil
- B. J. Cole – steel guitar in Outlow Lover
- Ronald Sam – voce in Outlow Lover

### Produzione
- Juno Reactor – produzione
- Babble – produzione
- Mike Edwards – produzione
- Gary Kurfirst – produzione esecutiva
- Otto the Barbarian – ingegneria (tracce 1, 2, 3, 6)
- Nahoko Maehara – assistenza ingegneria (tracce 1, 2, 3)
- Keith Fernley – ingegneria, missaggio, assistenza produzione (tracce 4, 7, 9)
- Mike Ash – missaggio (traccia 4)
- Ian Richardson – ingegneria (tracce 5, 8, 10)
- Eddy Schreyer – mastering